# Miroslav Noga
Miroslav Noga, také pod uměleckým jménem Miro Noga (* 25. října 1959 Bratislava) je slovenský herec, humorista a zpěvák.

## Stručný životopis
- 1980–1984 studoval herectví na VŠMU v Bratislavě
- 1987–1990 člen činohry Nové scény v Bratislavě
- 1990 člen Divadla Astorka Korzo '90

V době studia na VŠMU spoluzakladatel a člen kabaretní skupiny Strapatí gentlemani (revue Fujarová show, Rychlokurz geniality, Show mix). Společně se Štefanem Skrúcaným interpret politicko-satirických televizních, rozhlasových (Apropo Plus a Telecvoking) a revuálních programů.

## Diskografie

### Alba se Štefanem Skrúcaným
- 1992 Keby som bol detským kraľom – Miroslav Noga & Štefan Skrúcaný – RB Radio Bratislava, MC
- 1993 Bomba Kšeft – Noga & Skrúcaný – Jumbo Records JR 0012 2311, CD
- 1995 Molotow Coctail – Noga & Skrúcaný – BMG Ariola, CD
- 1997 No problem
- 1998 Monológy – Autoškola a iné… – WV (Vydavateľstvo Štefana Wimmera), MC, CD – autor: Ján Snopko, (mluvené slovo)
- 1999 NoSkruDamus, CD
- 2002 Život je karneval – Noga & Skrúcaný – Forza Music, CD
- 2002 Hity – Noga a Skrúcaný – BMG, MC, CD
- 2004 Keby som bol detským kraľom – Noga & Skrúcaný - A.L.I., CD

### Sólová alba
- 1997 Hra na telo, CD

### Jiné
- 1998 Monológy – Autoškola a iné… – WV (Vydavateľstvo Štefana Wimmera), MC, CD – autor: Ján Snopko, (mluvené slovo)

### Kompilace
- 2000 Soľ nad zlato – Rozprávky s Markízou – Forza Music, CD - 03. Preč sa ber!, 15. Niečo tomu chýba, 21. Najlepší je chlieb so soľou, 25. Nemastný-neslaný, 29. Rozprávka je ako soľ[1][2]
- 2008 Najkrajšie detské hity – Opus 91 2805-2 EAN 8 584019 280520, CD – 14. Ide ťava Saharou – Miroslav Noga a Štefan Skrúcaný (edice Gold)

## Filmografie
- 1978 Sneh pod nohami
- 1979 Kamarátky (Anton Vondra)
- 1982 Čarbanice (manžel-voják)
- 1983 Sojky v hlave (Albert)
- 1983 Výlet do mladosti (Zoli)
- 1985 Zelená léta (Masarovič)
- 1986 Alžbetin dvor (Miško)
- 1986 Mahuliena, zlatá panna (Bradatý)
- 1986 Utekajme, už ide! (Gabo)
- 1988 Sedem jednou ranou (krejčí Šimon)
- 1994 Vášnivé známosti (mistr řeznický v povídce Znamenie majstra - anglicky:The mark of the master)
- 1996 Bumerang (Imre Rehák)
- 1998 Rivers of Babylon (řidič Ďula)
- 1998 Stůj, nebo se netrefím (Klaus)
- 1999 Hanele (Ivo Karadžič)
- 2003 Zostane to medzi nami (Šimon)
- 2013 Babovřesky (Troška)
- 2014 Jak jsme hráli čáru (Glanz)
- 2016 Zázračný nos
- 2018 Když draka bolí hlava

### Televizní seriály
- 1998 Ranč U Zelené sedmy
- 2007 Ordinace v růžové zahradě